# Liste der Bürgermeister der Altstadt Hildesheim
Die Liste der Bürgermeister der Altstadt Hildesheim enthält die Bürgermeister bis zur Vereinigung der Altstadt Hildesheims mit der Neustadt im Jahr 1803.
Die Bürgermeister der Neustadt befinden sich in der Liste der Bürgermeister der Neustadt Hildesheim, die Bürgermeister der vereinten Stadt ab 1803 in der Liste der Bürgermeister und Oberbürgermeister von Hildesheim und die Verwaltungschefs vor der Abschaffung der Doppelspitze in der Liste der Stadtdirektoren und Oberstadtdirektoren von Hildesheim.
Daten für die Zeit vor 1347 liegen nicht vor.

## 1347–1647
Johannes Heinrich Gebauer nennt folgende Namen für die Zeit von 1347 bis 1647:

### 14. Jahrhundert
- 1347 Hans Lucese
- 1350 Hans Lucese
- 1355 Johannes Goldschmid
- 1357 Albert von dem Damme, Hans Berner
- 1361 Heinrich Beversack
- 1365 Albert von dem Damme
- 1367 Albert von dem Damme, Elias Westfal, Henno Westfal
- 1371 Diedrich Busse (Bussonis), Arnd Lucecke
- 1372 Henno Westfal, Diedrich Busse
- 1376 Diedrich Busse
- 1379 Diedrich Busse, Henno Westfal
- 1381 Diedrich Busse, Henno Westfal, Heinrich Gasse
- 1382 Henno Westfal, Heinrich Gasse
- 1383 Heinrich Gasse
- 1384 Hermann Schönehals, Heinrich Gasse
- 1386 Sander Lukese, Hermann Schönehals
- 1387 Hermann Schönehals, Sander Lukese
- 1388 Borchard Bernevessen, Hermann Schönehals, Sander Lucese
- 1389 Sander Lucese, Borchard Bernevessen
- 1393 Hans Gasse,
- 1394 Borchard Bernevessen, Hans Gasse,
- 1395 Hans Gasse,
- 1396 Hermann von dem Damme, Borchard Bernevessen, Hans Gasse
- 1397 Borchard Bernevessen, Hans Gasse
- 1398 Hans Gasse, Bernd Lurmann
- 1399 Hans Gasse

### 15. Jahrhundert
- 1400 Borchard Bernevessen
- 1401 Hans Gasse, Borchard Bernevessen, Ludeke Broyger
- 1402 Ludeke Broyger, Hans Gasse, Borchard Bernevessen
- 1403 Borchard Bernevessen, Ludeke Broyger
- 1404 Hans Gasse, Ludeke Broyger, Borchard Bernevessen
- 1405 Ludeke Broyger, Borchard Bernevessen, Hans Gasse
- 1406 Borchard Bernevessen, Ludeke Broyger, Hans Gasse
- 1407 Hans Gasse, Ludeke Broyger, Sander Schönehals
- 1408 Ludeke Broyger, Hans Gasse
- 1409 Sander Schönehals, Ludeke Broyger, Hans Gasse
- 1410 Hans Gasse, Sander Schönehals, Ludeke Broyger
- 1411 Ludeke Broyger, Hans Gasse, Sander Schönehals
- 1412 Ludolf von Harlessem, Ludeke Broyger, Hans Gasse
- 1413 Johannes Bernevessen, Ludolf von Harlessem, Ludeke Broyger
- 1414 Albert vom Mollem, Johannes Bernevessen
- 1415 Ludolf von Harlessem, Albert von Mollem, Johannes Bernevessen
- 1416 Johannes Bernevessen, Ludolf von Harlessem, Albert von Mollem
- 1417 Albert von Mollem, Johannes Bernevessen, Ludolf von Harlessem
- 1418 Ludolf von Harlessem, Albert von Mollem, Johannes Bernevessen
- 1419 Johannes Bernevessen, Ludolf von Harlessem, Albert von Mollem
- 1420 Albert von Mollem, Johannes Bernevessen (gest.), Ludolf von Harlessem
- 1421 Ludolf von Harlessem, Albert von Mollem, -(?)
- 1422–1434 Hans Ludeke, v. Harlessem, Diedrich Broyger usw. im Wechsel
- 1435 Hans Broyger
- 1436 Tileke Sledorn
- 1437 Hans Lucese, Tileke Sledorn, Diedrich Broyger
- 1438–1443 Albert Bernevessen, Hans Lucese, Tileke Sledorn im Wechsel
- 1444 Barthold Stein, Hans Lucese, Tileke Sledorn
- 1445 Tileke Sledorn, Barthold Stein, Hans Lucese
- 1446 Hans von Sauingen, Heinrich Gasse
- 1447 Albert Bernevessen, Hans von Sauingen, Heinrich Gasse
- 1448 Heinrich Gasse, Hans von Sauingen
- 1449–1462 Hans von Sauingen, Heinrich Gasse im Wechsel
- 1463 Hans Lucese
- 1464–1471 Ludolf von Harlessem, Hans Lucese im Wechsel
- 1472 Diedrich von Dee (gest. 24. November 1496)
- 1473 Hans Lucese
- 1474 Diedrich von Dee
- 1475 Hans Lucese, dann Heinrich Gasse als Vertreter
- 1476 Borchard von Hüddessem
- 1477 Ulrich Lucese
- 1478 Borchard von Hüddessem
- 1479 Heinrich Gasse
- 1480 Borchard von Hüddessem
- 1481 Heinrich Gasse
- 1482 Heinrich von Kemme
- 1483 Reinecke von Alten
- 1484 Henning von Haring (gest. 14. Juli 1512)
- 1485 Reinecke von Alten
- 1586 Henning von Haring
- 1487 Diedrich von Dee
- 1488 Henning von Haring
- 1489 Diedrich von Dee
- 1490 Henning von Haring
- 1491 Diedrich von Dee
- 1492 Henning von Haring
- 1493 Henning Brandes
- 1494 Henning von Haring
- 1495–1502 Brandes und v. Haring im Wechsel

### 16. Jahrhundert
- 1503 Hinrik Kettelrand (gest. 25. Oktober 1533)
- 1504–1512 Kettelrand und v. Haring im Wechsel
- 1513 Hinrik Kettelrand
- 1514 Hans Bolkolt
- 1515 Cord (von) Götting (gest. 2. Januar 1516)
- 1516 Hans Bolkolt
- 1517 Hinrik Kettelrand
- 1518 Henning Brandes
- 1519 Hinrik Kettelrand
- 1520 Henning Brandes
- 1521 Diedrich Pining (Pini)
- 1522 Henning Brandes
- 1523 Diedrich Pining
- 1524 Henning Konerding (gest. 28. Oktober 1541)
- 1525 Diedrich Pining
- 1526 Hans Wildefuer (gest. 29. Dezember 1541)
- 1527–1531 Pining und Wildefuer im Wechsel
- 1532 Hinrik Galle
- 1532–1539 Galle und Wildefuer im Wechsel
- 1540 Harmen Sprenger
- 1541 Hans Wildefuer
- 1542 Harmen Sprenger
- 1543 Christof von Hagen
- 1544 Harmen Siborg
- 1545 Tile Brandis (gest. 28. August 1566)
- 1546 Harmen Kiel (gest. 1565)
- 1547 Tile Brandis
- 1548 Harmen Kiel
- 1549 Tile Brandis
- 1550 Harmen Kiel
- 1551 Tile Brandis
- 1552 Hans Kniphoff (gest. 31. März 1594)
- 1553–1558 Kniphoff und Brandis im Wechsel
- 1559 Hinrich Doering (Dörrien) (gest. 1576)
- 1560 Hans Kniphoff
- 1561 Hinrich Doering
- 1562 Tile Brandis
- 1563 Hinrich Doering
- 1564 Tile Brandis
- 1565 Hans Kniphoff
- 1566 Tile Brandis
- 1567 Hans Kniphoff
- 1568 Sievert Bock (gest. 12. April 1577)
- 1569 Walter Knose (gest. 1. Februar 1582)
- 1570–1575 Knose und Bock im Wechsel
- 1576 Joachim Brandis der Ältere
- 1577–1582 Knose und Brandis im Wechsel
- 1583 Henni Arneken
- 1584 Joachim Brandis der Ältere
- 1585 Henni Arneken
- 1586 Joachim Brandis der Ältere
- 1587 Daniel Diekmann (gest. 5. Mai 1601)
- 1588 Dr. Johann Brandis (gest. 21. März 1595)
- 1589 Henni Arneken
- 1590 Johann Brandis
- 1591 Eckard Lubbern (gest. 15. September 1591)
- 1592 Joachim Brandis der Jüngere
- 1593–1600 Arneken und Joachim Brandis im Wechsel

### 17. Jahrhundert
- 1601 Ludolf von Harlessem
- 1602 Joachim Brandis der Jüngere
- 1603 Ludolf von Harlessem
- 1604 Christof Meier
- 1605 Ludolf von Harlessem
- 1606 Christof Meier
- 1607 Ludolf von Harlessem (gest. 9. August 1607)
- 1608 Christof Meier
- 1609 Jürgen Dettmers
- 1610 Christof Meier
- 1611 Jürgen Dettmers
- 1612 Sebastian Trescho
- 1613 Jürgen Dettmers
- 1614 Sebastian Trescho
- 1615 Jürgen Dettmers
- 1616 Christof Wildefuer
- 1617 – 1621 Dettmers und Wildefuer im Wechsel
- 1622 Christof Brandis
- 1623 Claus Brandis
- 1624 Hans Dörrien
- 1625 Claus Brandis
- 1626 Hans Dörrien
- 1627 Joachim Oppermann
- 1628 Hans Dörrien
- 1629 Joachim Oppermann
- 1630 Joachim Wiesenbauer
- 1631 Joachim Oppermann
- 1632 Joachim Wiesenbauer
- 1633 Hermann Tappen
- 1634 Johannes Mellinger
- 1635 Joachim Oppermann
- 1636 Bartram Brandis
- 1637 Johannes Mellinger
- 1638 – 1645 Brandis und Mellinger im Wechsel
- 1646 Justus Henning Storre
- 1647 Johannes Mellinger

## 1648–1700
Die folgenden Namen sind online beim Stadtarchiv Hildesheim verfügbar.
- 1648 Justus Henning Storre
- 1649 Johannes Mellinger
- 1650 Justus Henning Storre
- 1651 Johannes Mellinger
- 1652 Bartram Brandis
- 1653 Johannes Mellinger
- 1654 Joachim Schmidt
- 1655 Johannes Mellinger
- 1656 Joachim Schmidt
- 1657 Johannes von Wintheim
- 1658 Joachim Schmidt
- 1659 Johannes von Wintheim
- 1660 Justus Henning Storre
- 1661 Johannes von Wintheim
- 1662 Justus Henning Storre
- 1663 Johannes von Wintheim
- 1664 Justus Henning Storre
- 1665 Joachim Schmidt
- 1666 Johannes von Wintheim
- 1667 Joachim Schmidt
- 1668 Johannes von Wintheim
- 1669 Joachim Schmidt bis zu seinem Tod am 25. September, danach für den Rest des Jahres sein Vertreter, Johannes von Wintheim
- 1670 Johannes von Wintheim
- 1671 Friedrich Plate
- 1672 Johannes von Wintheim
- 1673 Friedrich Plate
- 1674 Johannes von Wintheim
- 1675 Henricus Jacobs
- 1676 Justus Henning Storre
- 1677 Henricus Jacobs
- 1678 Justus Henning Storre bis zu seinem Tod am 3. September; ab dem 3. Oktober Albert Ludolph von Harlessem
- 1679 Henricus Jacobs
- 1680 Albert Ludolph von Harlessem
- 1681 Joachim Heinrich Albrecht
- 1682 Albert Ludolph von Harlessem
- 1683 Joachim Heinrich Albrecht
- 1684 Albert Ludolph von Harlessem
- 1685 Joachim Heinrich Albrecht
- 1686 Albert Ludolph von Harlessem
- 1687 Joachim Heinrich Albrecht
- 1688 Albert Ludolph von Harlessem
- 1689 Joachim Heinrich Albrecht
- 1690 Albert Ludolph von Harlessem
- 1691 Joachim Heinrich Albrecht
- 1692 Albert Ludolph von Harlessem
- 1693 Joachim Heinrich Albrecht
- 1694 Albert Ludolph von Harlessem
- 1695 Joachim Heinrich Albrecht
- 1696 Albert Ludolph von Harlessem
- 1697 Joachim Heinrich Albrecht
- 1698 Albert Ludolph von Harlessem
- 1699 Joachim Heinrich Albrecht
- 1700 Albert Ludolph von Harlessem

## 1701–1750
- 1701 Joachim Heinrich Albrecht
- 1702 Albert Ludolph von Harlessem
- 1703 Ludolph Andreas Behrens
- 1704 Gerhard Evers
- 1705 Ludolph Andreas Behrens
- 1706 Johann Jobst Dörrien
- 1707 Ludolph Andreas Behrens
- 1708 Johann Jobst Dörrien
- 1709 Ludolph Andreas Behrens
- 1710 Johann Jobst Dörrien
- 1711 Ludolph Andreas Behrens
- 1712 Johann Jobst Dörrien
- 1713 Ludolph Andreas Behrens bis zu seinem Tod am 16. April; ab dem 11. Johann Melchior Hoffmeister
- 1714 Johann Jobst Dörrien
- 1715 Johann Melchior Hoffmeister
- 1716 Johann Jobst Dörrien
- 1717 Johann Melchior Hoffmeister
- 1718 Johann Jobst Dörrien
- 1719 Johann Melchior Hoffmeister
- 1720 Johann Jobst Dörrien
- 1721 Johann Melchior Hoffmeister
- 1722 Johann Jobst Dörrien
- 1723 Johann Melchior Hoffmeister
- 1724 Johann Jobst Dörrien
- 1725 Johann Melchior Hoffmeister
- 1726 Johann Jobst Dörrien
- 1727 Johann Melchior Hoffmeister
- 1728 Johann Jobst Dörrien
- 1729 Johann Melchior Hoffmeister
- 1730 Johann Jobst Dörrien
- 1731 Johann Melchior Hoffmeister
- 1732 Johann Jobst Dörrien
- 1733 Johann Melchior Hoffmeister
- 1734 Johann Jobst Dörrien
- 1735 Johann Lüder Borchers
- 1736 Johann Jobst Dörrien
- 1737 Johann Lüder Borchers
- 1738 Johann Jobst Dörrien bis zu seinem Tod am 12. April, danach ab dem 5. Juni Franz Anton Witte
- 1739 Johann Lüder Borchers
- 1740 Franz Anton Witte
- 1741 Johann Lüder Borchers
- 1742 Franz Anton Witte
- 1743 Johann Lüder Borchers
- 1744 Franz Anton Witte
- 1745 Johann Lüder Borchers
- 1746 Franz Anton Witte
- 1747 Johann Lüder Borchers
- 1748 Franz Anton Witte
- 1749 Johann Lüder Borchers
- 1750 Ludolph Daniel von Harlessem

## 1751–1802
- 1751 Johann Lüder Borchers
- 1752 Ludolph Daniel von Harlessem
- 1753 Johann Lüder Borchers
- 1754 Ludolph Daniel von Harlessem
- 1755 Johann Lüder Borchers
- 1756 Ludolph Daniel von Harlessem
- 1757 Johann Lüder Borchers (bis * 1* 1.* 10.* 1757)
- 1757 Franz Anton Witte (ab 05.* 12.* 1757)
- 1758 Ludolph Daniel von Harlessem
- 1759 Franz Anton Witte
- 1760 Johann Melchior Brandis
- 1761 Franz Anton Witte
- 1762 Johann Melchior Brandis
- 1763 Franz Anton Witte
- 1764 Johann Melchior Brandis
- 1765 Franz Anton Witte bis zu seinem Tod am 14. April; danach ab 7. Juni Heinrich Wilhelm Hansen
- 1766 Johann Melchior Brandis
- 1767 Heinrich Wilhelm Hansen
- 1768 Johann Melchior Brandis
- 1769 Heinrich Wilhelm Hansen
- 1770 Johann Melchior Brandis
- 1771 Heinrich Wilhelm Hansen
- 1772 Johann Melchior Brandis
- 1773 Heinrich Wilhelm Hansen
- 1774 Johann Melchior Brandis
- 1775 Heinrich Wilhelm Hansen
- 1776 Johann Melchior Brandis
- 1777 Heinrich Wilhelm Hansen
- 1778 Johann Melchior Brandis
- 1779 Heinrich Wilhelm Hansen
- 1780 Johann Melchior Brandis
- 1781 Heinrich Wilhelm Hansen
- 1782 Johann Melchior Brandis
- 1784 Johann Melchior Brandis
- 1785 Johann Friedrich Hollo
- 1786 Johann Melchior Brandis
- 1787 Johann Friedrich Hollo
- 1788 Johann Melchior Brandis
- 1789 Johann Friedrich Hollo
- 1790 Christoph Friedrich Lüntzel
- 1791 Georg Christian Marheinecke
- 1792 Christoph Friedrich Lüntzel
- 1793 Georg Christian Marheinecke
- 1794 Christoph Friedrich Lüntzel
- 1795 Georg Christian Marheinecke
- 1796 Christoph Friedrich Lüntzel
- 1797 Georg Christian Marheinecke
- 1798 Christoph Friedrich Lüntzel
- 1799 Georg Christian Marheinecke
- 1800 Christoph Friedrich Lüntzel
- 1801 Ernst Cludius
- 1802 Christoph Friedrich Lüntzel